# Nitro Circus
Nitro Circus è un programma televisivo statunitense, originariamente trasmesso da Fuel TV, ed in seguito da MTV.
Si tratta di un reality che ruota intorno alle pericolose acrobazie di un gruppo di stuntman di motocross freestyle, in giro per il mondo. Protagonisti della trasmissione sono Travis Pastrana, Jolene Van Vougt, Andy Bell, Special Greg, Erik Ronner, Jim DeChamp, Gregg Godfrey e Tommy Passemante.